# A+E
 (juin 2020).
Si vous disposez d'ouvrages ou d'articles de référence ou si vous connaissez des sites web de qualité traitant du thème abordé ici, merci de compléter l'article en donnant les références utiles à sa vérifiabilité et en les liant à la section « Notes et références ».
Albums de Graham Coxon
The Spinning Top
(2009)
A+E est le huitième album studio de Graham Coxon, artiste anglais et guitariste de Blur. Il parait le 12 avril 2012. Il reçoit une critique positive dans le magazine New Musical Express.

## Liste des pistes
| No  | Titre                 | Durée |
| --- | --------------------- | ----- |
| 1.  | Advice                | 2:34  |
| 2.  | City Hall             | 4:20  |
| 3.  | What I'll Take        | 4:30  |
| 4.  | Meet+Drink+Pollinate  | 5:22  |
| 5.  | The Truth             | 4:43  |
| 6.  | Seven Naked Valleys   | 5:45  |
| 7.  | Running for your Life | 4:56  |
| 8.  | Bah Singer            | 4:00  |
| 9.  | Knife in the Cast     | 6:35  |
| 10. | Oh, Yeh, Yeh          | 5:11  |